# Hoplitodromie
L'hoplitodromie est l'un des jeux ludi circenses pratiqués par les Étrusques. 
D'inspiration grecque, elle consistait en une course de concurrents lourdement chargés de leurs armes : à l'origine, les hoplites grecs étaient équipés pour cette course d'un casque et de jambières (celles-ci furent par la suite supprimées), et portaient un bouclier d'airain. Pindare a ainsi célébré Télésicrate de Cyrène, vainqueur à la course d'hoplites en 474 av. J.-C.